# ゼリグ・カルマノヴィチ
ゼリグ・カルマノヴィチ（英：Zelig Hirsch Kalmanovich, 1885年 - 1944年）は、リトアニアのユダヤ人で文献学、翻訳、史学、古文書の保管などに携わった学者である。ホロコースト犠牲者。
イディッシュ語の教授としても知られる。1929年ユダヤ調査研究所の所長となりビリニュスに移住する。リトアニアがナチスに占領されるとドイツに送るビリニュス図書館の略奪品の選別を行わされる。首都ビリニュスのゲットーに収禁され、1944年にエストニアのナルヴァの強制収容所に送られ死亡。
| スタブアイコン | サブスタブ | この項目は、まだ閲覧者の調べものの参照としては役立たない、人物に関連した書きかけの項目です。この項目を加筆・訂正などしてくださる協力者を求めています（P:人物伝/PJ:人物伝）。 |